# Jižní Rhodos
Jižní Rhodos (řecky Νότια Ρόδος [Notia Rodos]) je řecká obecní jednotka na ostrově Rhodos v Egejském moři v souostroví Dodekany. Do roku 2011 byla obcí. Nachází se v jižní části ostrova a zaujímá více než čtvrtinu jeho rozlohy. Na severu sousedí s obecními jednotkami Atavyros a Lindos. Je jednou z deseti obecních jednotek na ostrově.

## Obyvatelstvo
Obecní jednotka Jižní Rhodos se skládá z 10 komunit. V závorkách je uveden počet obyvatel komunit a sídel.
- Obecní jednotka Jižní Rhodos (3561)
  - komunita Apolakkia (496) — Apolakkia (496),
  - komunita Arnitha (215) — Arnitha (215),
  - komunita Asklipiio (646) — Asklipiio (483), Kiotari (163),
  - komunita Gennadi (671) — Gennadi (671),
  - komunita Istrios (291) — Istrios (291),
  - komunita Kattavia (307) — Agios Pavlos (20), Kattavia (278), Macheria (9), Prasonisi (0),
  - komunita Lachania (153) — Lachania (153), Plimmyri (0) a ostrůvek China (0),
  - komunita Mesanagros (155) — Mesanagros (155),
  - komunita Apolakkia (496) — Apolakkia (496),
  - komunita Profilia (304) — Profilia (304).